# Uppförandepraxis
Uppförandepraxis är den samlade kunskapen om äldre musiks praktiska utförande, dess funktioner och sociala miljö, tillämpad som rekommendationer för nutida framföranden. På engelska används ofta förkortningen HIP (Historically Informed Performance) som ett genrebegrepp för musik och forskning som strävar efter autentisk uppförandepraxis.

## Historik
I tidig musik (t.o.m. barocken) är anvisningarna om tempo, frasering och ornamentering få. Valet av instrument lämnas ofta öppet. Under renässansen angavs inte ens alltid om noterna var tänkta för instrumentalt eller vokalt utförande.
Intresset för att rekonstruera musik uppstod under romantiken som ett resultat av en idealiserad syn på äldre tider och ett ansvar för det musikhistoriska arvet.
För att få reda på vad en tonsättare har avsett eller hur musik av ett visst slag brukade utföras under en speciell epok går man tillbaka till musikteoretiska skrifter, redogörelser av olika slag, ekonomiska rapporter, brev etc. Också bilder kan vara till hjälp.

## Studieteknik
Uppförandepraxis omfattar studier av notskrift och det har lett till intresse för det handskrivna originalmanuskriptet. Värdefull information har man också fått genom att studera gamla instruments konstruktion, stämning, spelarter och fingersättningar, kunskaper som kommit att tillämpas i tillverkningar av kopior av gamla instrument. Det instrument som borde vara det bäst bevarade, människorösten, har i det praktiska mötet med äldre tekniker som falsettsång och kastratteknik, visat sig höra till de mer problematiska. Till källmaterialet räknar man bildmaterial som kan lämna värdefull kunskap om ensembletyper, musikens funktion och sociala miljö. Insikten att varje tid i någon mening är expert på sin egen tids musik har lett till ett starkt intresse för samtida texter och läroböcker. 

## Problematik
Förutom rent sakliga frågor och dispyter om vad som är historiskt korrekt uppförandepraxis, så är "autenticitet" ett centralt problembegrepp för akademiker och musiker som ägnar sig åt historiska praktiker. Vad är exempelvis mest rätt, att framföra musiken som den faktiskt lät när den uruppfördes eller som tonsättaren ville att den skulle låta? Hur autentisk är kontexten inom vilken musiken framförs idag? Tidig musik framförs idag ofta för en stillasittandes publik i en konsertlokal, medan samma musik kanske egentligen var komponerad t.ex. som dansmusik för kungligheter - en kontext som inte är särskilt lätt att återskapa för den moderna musiklyssnaren och i synnerhet inte skulle bli en särskilt "autentisk" upplevelse för de flesta.